# Strabomantis biporcatus
Espèce
Synonymes
- Eleutherodactylus biporcatus (Peters, 1863)
- Craugastor biporcatus (Peters, 1863)
- Hylodes maussi Boettger, 1893
- Eleutherodactylus maussi (Boettger, 1893)

Statut de conservation UICN

 VU B1ab(iii) : Vulnérable
Strabomantis biporcatus est une espèce d'amphibiens de la famille des Craugastoridae.

## Répartition
Cette espèce est endémique du Venezuela. Elle se rencontre dans les États d'Aragua, de Carabobo, de Miranda, de Sucre et de Yaracuy entre 250 et 1 600 m d'altitude dans la cordillère de la Costa.

## Publication originale
- Peters, 1863 : Über eine neue Schlangengattung, Styporhynchus, und verschiedene andere Amphibien des zoologischen Museums. Monatsberichte der Königlich Preussischen Akademie der Wissenschaften zu Berlin, vol. 1863, p. 399-413 (texte intégral).